# Тыртышный, Олег Петрович
 Олег Петрович Тыртышный ( 13 января 1969 года — 2 января 1995 года) — командир разведывательной роты 131-й отдельной Краснодарской Краснознамённой орденов Кутузова и Красной Звезды казачьей мотострелковой бригады, капитан. Кавалер  ордена Мужества (1995 посмертно).

## Биография
Родился 13 января 1969 года в г. Орск Оренбургской области в семье военнослужащего. Ездил вместе с родителями по гарнизонам. Учиться ему пришлось и в Монголии, и в Чехословакии. Школу окончил в 1986 г. в г. Майкопе.
По окончании школы поступил в Киевское высшее общевойсковое училище им.Фрунзе. В 1990 г. окончил училище, женился, родилась дочь Ирина. В Вооруженных Силах с 1986 г. В 1990 г. окончил Киевское БОКУ. Принимал участие в боевых действиях на территории Чеченской Республики с 02.12.1994 г.
Прорывался на помощь командиру бригады Савину И. А..  Экипаж его БМП вёл огонь из всех видов оружия. БМП наскочил на замаскированный фугас. Экипаж спешился и продолжал огневой бой. Командир 3 мср 131 ОМСБр Рустем Клупов о командире разведроты капитане Олеге Тыртышном и старшине Александре Суслове:

"После подрыва машины, экипаж Тыртышного предпринял попытку штурмовать 1-й подъезд [на карте обозначен].
Труп Тыртышного нашли напротив этого подъезда, "сидящим", оперившись спиной на столб, и усыпанный гильзами. Скорее всего, он был ранен и отстреливался до последнего.
Погиб 02.01.1995 г. Награжден орденом Мужества (посмертно), Указ Президента РФ № 1039 от 13.10.1996.
Похоронен   хут. Приречный Тимашёвский район , Краснодарский край Россия.

## Память

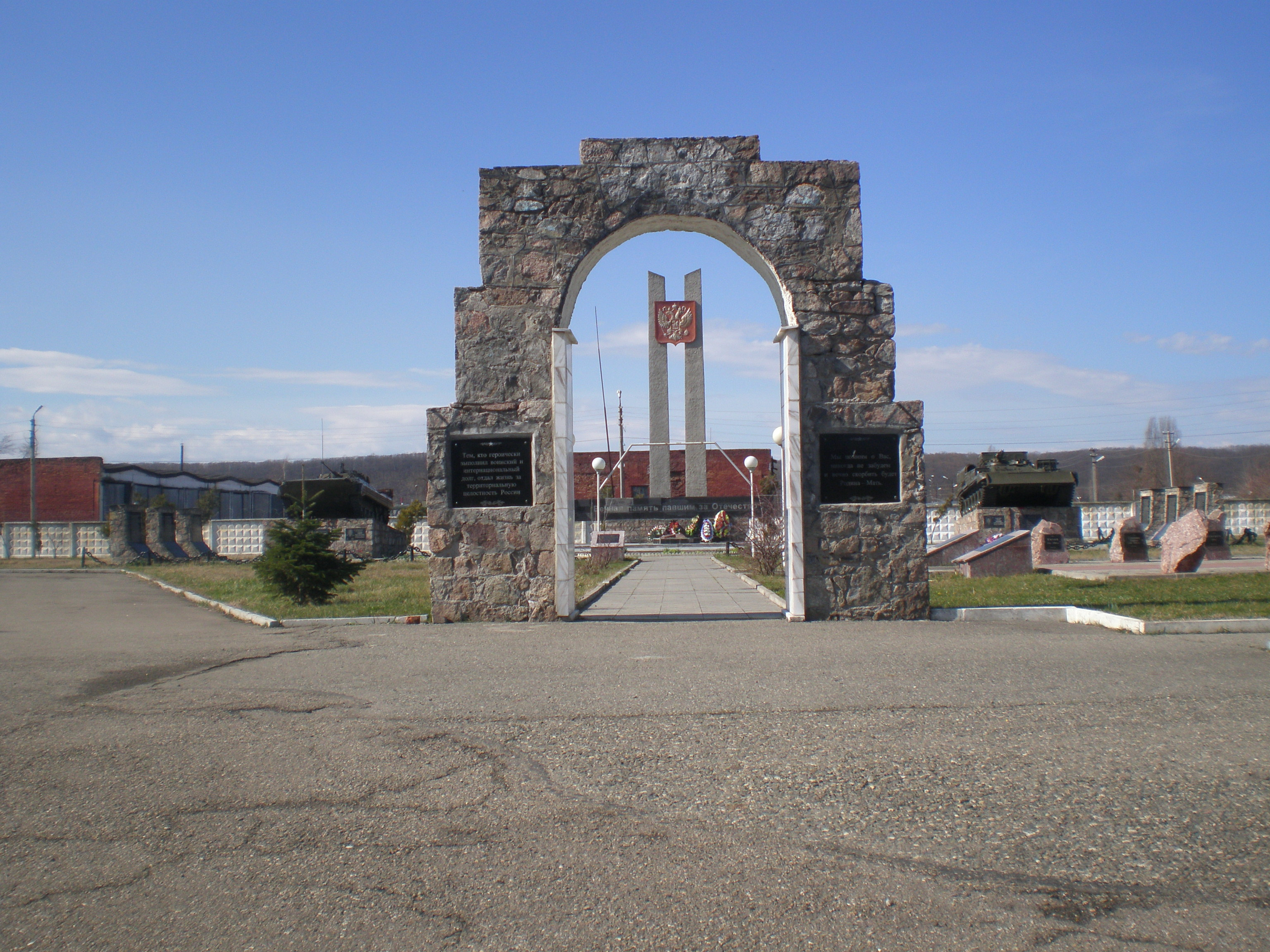
Мемориал воинам, павшим в локальных конфликтах, Майкоп

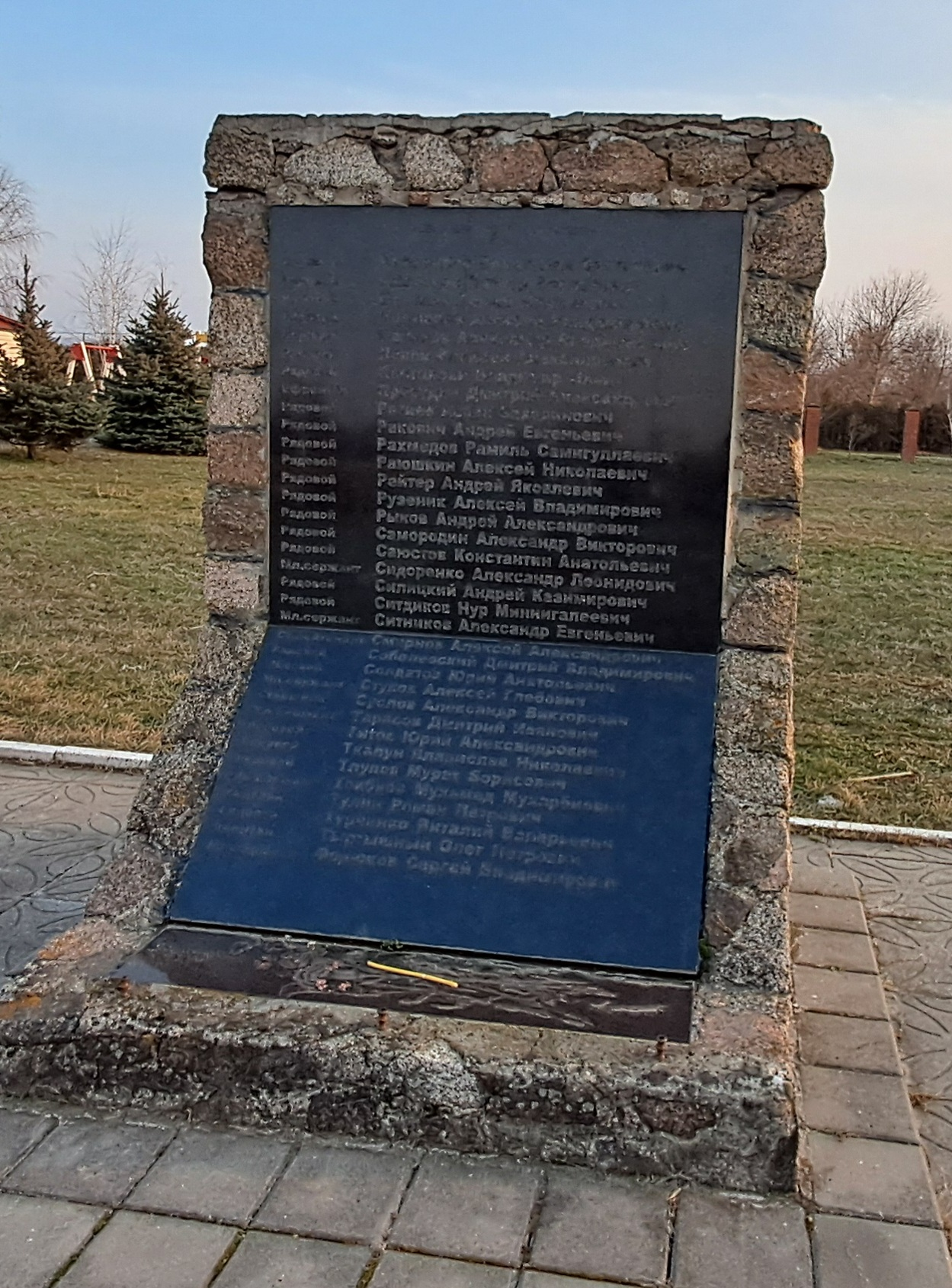
4-й пилон, где увековечен воин

- 2 января в Адыгее Законом республики установлен День памяти воинов, погибших в локальных конфликтах[3];

В Майкопе воздвигнут Мемориал воинам, павшим в локальных конфликтах (Майкоп) и установлена мемориальная доска, погибшим воинам.
Каждый год 2-го января на мемориале проводится торжественно-траурная перекличка погибших воинов.
В школе № 17 установлена мемориальная  доска в память о Герое.

## Семья
- Был женат.
- Дочь Ирина